# 摩利支天
摩利支天（まりしてん, 梵: Mārīcī、マーリーチー、訳：陽炎、威光）は、仏教の守護神である天部の一尊。梵天の子、または日天の妃ともいわれる。摩里支菩薩、威光菩薩とも呼ばれる。
摩利支天（マーリーチー）は陽炎、太陽の光、月の光を意味する「マリーチ」(Marīci)を神格化したもので、由来は古代インドの『リグ・ヴェーダ』に登場するウシャスという暁の女神であると考えられている。陽炎は実体がないので捉えられず、焼けず、濡らせず、傷付かない。隠形の身で、常に日天の前に疾行し、自在の通力を有すとされる。これらの特性から、日本では武士の間に摩利支天信仰があった。

## 像容
元来二臂の女神像であるが、男神像としても造られるようになった。三面六臂または三面八臂で月と猪に乗る姿などもある。

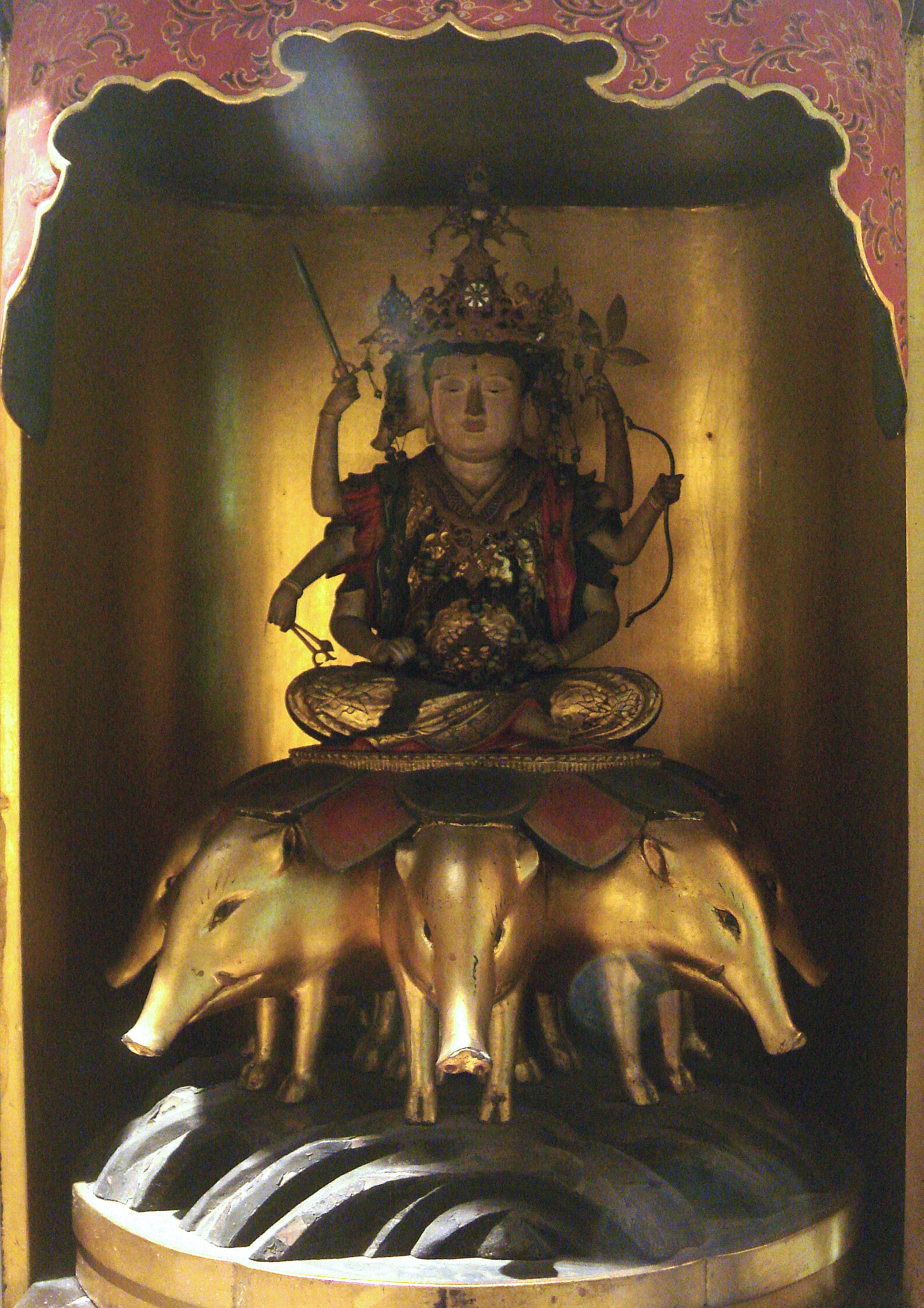
摩利支天　女神 （ギメ東洋美術館）
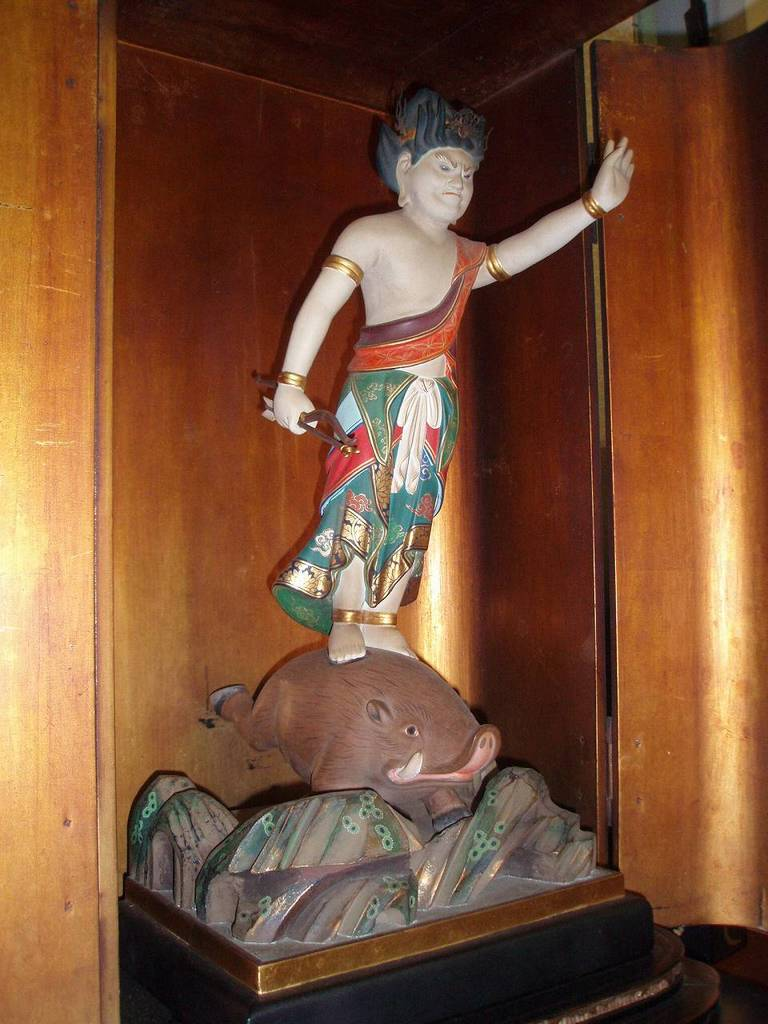
猪に乗る摩利支天 男像 （法雲寺）
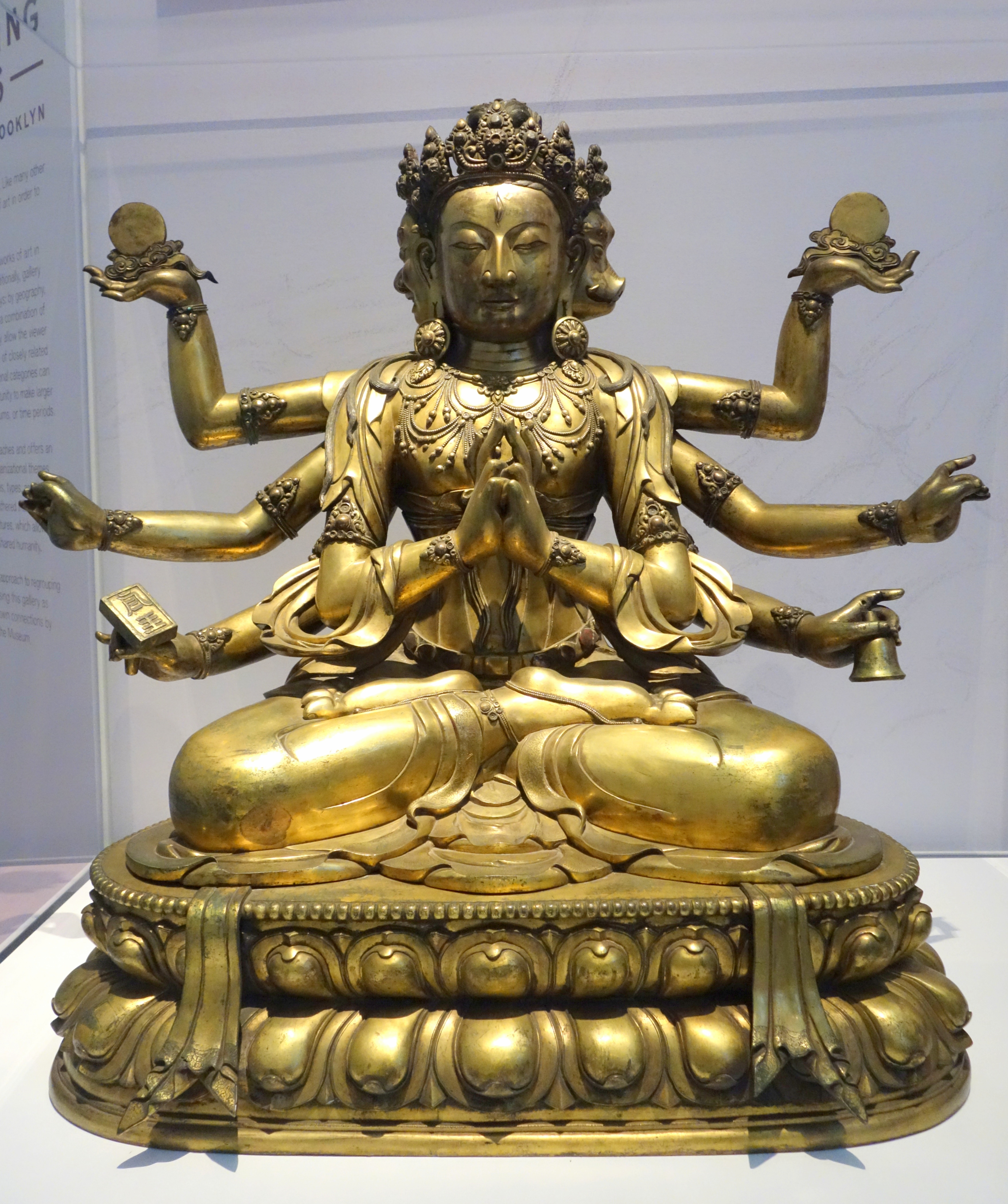
中国、18世紀 （ブルックリン美術館）
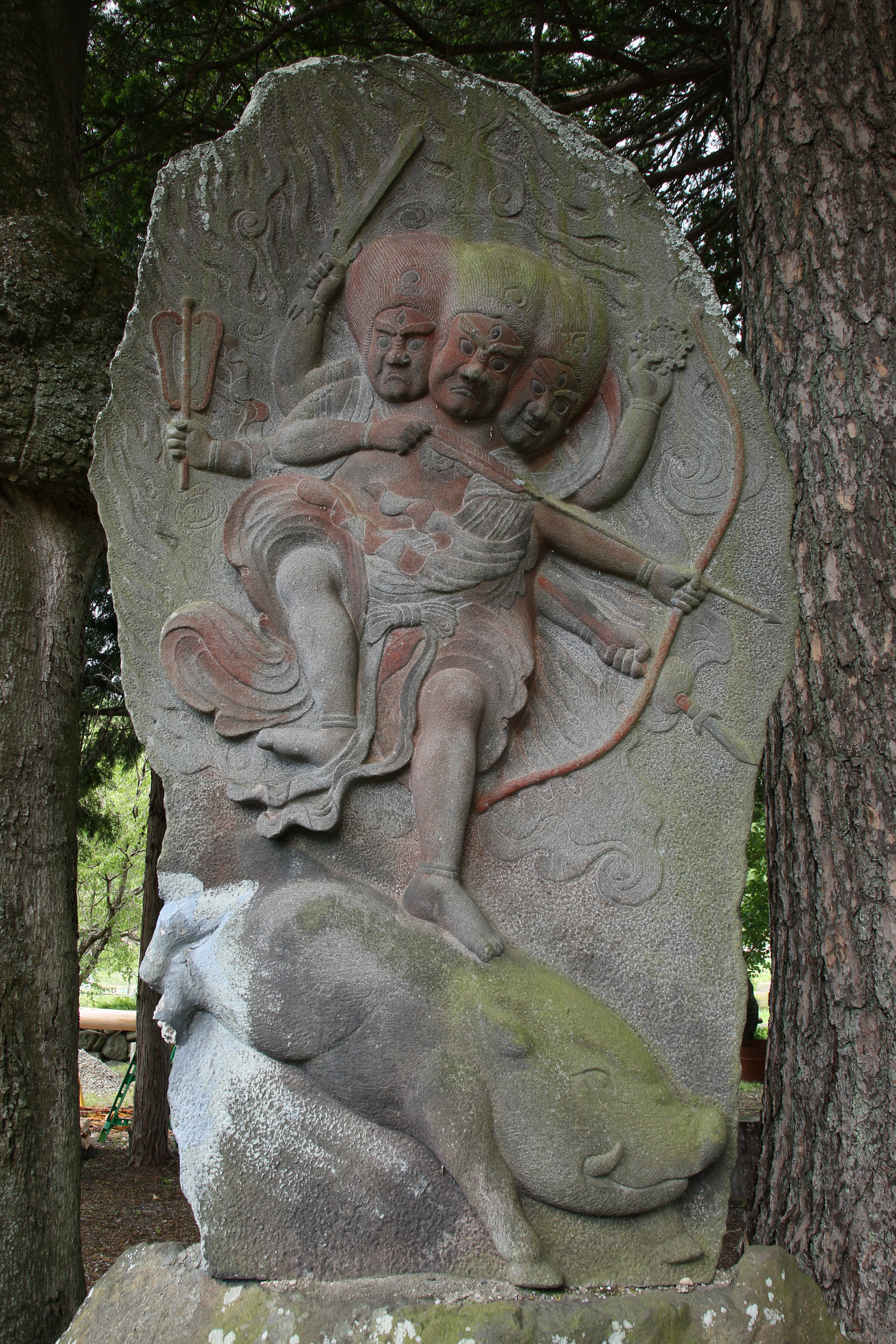
摩利支天 （茅野市金沢・権現の森）

## 日本における信仰
護身や蓄財などの神として日本で中世以降信仰を集めた。楠木正成は、兜の中に摩利支天の小像を篭めていたという。また、毛利元就や立花道雪は「摩利支天の旗」を旗印として用いた。山本勘助や前田利家や立花宗茂といった武将も摩利支天を信仰していたと伝えられている。禅宗や日蓮宗でも護法善神として重視されている。
日本の山岳信仰の対象となった山のうちの一峰が摩利支天と呼ばれている場合があり、その実例として、木曽御嶽山（摩利支天山）、乗鞍岳（摩利支天岳）、甲斐駒ヶ岳があげられる。
タイ捨流剣術では、現在でもなお、「タイ捨流忍心術」摩利支天経を唱えてから稽古や演武に入る。

## 真言
オン・アニチ・マリシエイ・ソワカ
または、
オン・マリシエイ・ソワカ

## 陀羅尼
ナモアラタンナ・タラヤヤ・タニヤタ・アキャマシ・マキャマシ・アトマシ・シハラマシ・マカシハラマシ・アタンダナマシ・マリシヤマシ・ナモソトテイ・アラキシャアラキシャタマン・サラバサトバナンシャ・サルバタラ・サルババユ・ハダラベイ・ビヤクソワカ

## 摩利支天の法
日本には忍者が結ぶ印の基になった、戦場に臨む武士が行う修法「摩利支天の法」（まりしてんのほう）が存在し、摩利支天は武士の守り本尊として鎌倉時代から武士に人気があった。方法は、右手と左手の人差し指と中指をそれぞれ立て、右手を刀、左手を鞘に見立て、右手で空中を切る。空中を切った後、刀に見立てた右手指は、鞘に見立てた左手に納める。

## 主な寺院
- 妙宣山徳大寺（下谷摩利支天） – 東京都台東区上野アメ横内にある日蓮宗の寺院。日本三大摩利支天。
- 禅居院（石屏山禪居禪院） – 神奈川県鎌倉市山ノ内。建仁寺の禅居庵と開山者を同じくし、清拙正澄（大鑑禅師）の禅居（禅者の住居や隠居所）であることに由来。
- 摩利支天山寶泉寺 – 高野山真言宗。石川県金沢市子来町にある。日本三大摩利支天。
- 叡昌山本法寺 – 京都市上京区本法寺前町にある日蓮宗の本山。境内に摩利支尊天堂。
- 正法山妙心禪寺聖澤院 – 京都市右京区花園妙心寺町にある妙心寺の塔頭（聖澤派本庵）。重要文化財の摩利支天画像。
- 東山建仁禪寺禪居庵 – 建仁寺の塔頭。東山区小松町。境内に摩利支尊天堂が建つ。日本三大摩利支天。

その他
- 日通山妙善寺[6]
- 身延山蓮盛坊摩利支天堂
- 團學山住心院妙見堂[7]
- 武運山長谷寺[8]
- 日先神社（東村）[9]
- 権現の森の摩利支天像（金沢村を参照）[10]
- 香里妙法山静照寺[11]
- 戸倉山の摩利支天碑
- 佐紀神社
- 萬年山長松禪院[12]